# Khemed
 Khemed  er et fiktivt arabisk land i Tintin-serien, som Tintin rejser igennem i Faraos cigarer. Han vender tilbage dertil i Landet med det sorte guld, hvor han første gang møder den fanatiske sheik Bab El-Ehr, den godmodige og lidt koleriske sheik Ben Kalish Ezab og dennes møgforkælede søn Abdallah, der bortføres af dr. Müller. Tintin vender tilbage til Khemed i Koks i lasten. Det er et ørkenland, der præges meget af indre uroligheder og gentagne revolutioner, og de producerer meget olie.